# 66 Водолея
66 Водолея (лат. 66 Aquarii), g¹ Водолея (лат. g¹ Aquarii), HD 215167 — одиночная звезда в созвездии Водолея на расстоянии приблизительно 390 световых лет (около 120 парсеков) от Солнца. Видимая звёздная величина звезды — +4,673m.

## Характеристики
66 Водолея — оранжевый гигант спектрального класса K3III. Радиус — около 37 солнечных, светимость — около 434,08 солнечных. Эффективная температура — около 4235 К.